# Függetlenségi népszavazás
A függetlenségi népszavazás olyan népszavazás, melynek keretében egy terület polgárai a terület független, szuverén állammá válásáról szavaznak. A függetlenség megszavazása nem minden esetben eredményez függetlenséget.

## Függetlenségi népszavazások listája
| Létrejövő állam                          | Év        | Korábbi állam                    | Többség a függetlenség mellett | Függetlenség    | Eredmény elismerése | Megjegyzés |
| ---------------------------------------- | --------- | -------------------------------- | ------------------------------ | --------------- | ------------------- | --- |
| Chile                                    | 1817      | Spanyolország                    | Igen                           | Igen            | Nem                 | Egyoldalúan kikiáltotta függetlenségét. |
| Libéria                                  | 1846      | Egyesült Államok                 | Igen                           | Igen            | Igen                | |
| Maryland                                 | 1853      | Egyesült Államok                 | Igen                           | Igen            | Igen                | 1857-ben annektálta Libéria. |
| Norvégia                                 | 1905      | Svédország–Norvégia              | Igen                           | Igen            | Igen                | |
| Izland                                   | 1918      | Dánia                            | Igen                           | Igen            | Igen                | |
| Nyugat-Ausztrália                        | 1933      | Ausztrália                       | Igen                           | Nem             | Nem                 | |
| Kambodzsa                                | 1945      | Franciaország                    | Igen                           | Igen            | Igen                | |
| Mongólia                                 | 1945      | Kínai Köztársaság                | Igen                           | Igen            | Igen                | Függetlenségét először a Kínai Köztársaság ismerte el, 1953-ban felváltotta a Kínai Népköztársaság.                                                               |
| Feröer                                   | 1946      | Dánia                            | Igen                           | Nem             | Nem                 | Dánia nem ismerte el függetlenségét, de nagyobb önállóságot biztosított.                                                                                          |
| Új-Fundland                              | 1948      | Egyesült Királyság               | Nem                            | Nem             | Igen                | |
| Nágaföld                                 | 1951      | India                            | Igen                           | Nem             | Nem                 | Az indiai kormány nem ismeri el. |
| Saar-vidék                               | 1955      | Franciaország                    | Nem                            | Nem             | Igen                | Beolvadt Nyugat-Németországba. |
| Kamerun                                  | 1958      | Franciaország                    | Nem                            | Nem             | Igen                | Népszavazás az új francia alkotmányról. |
| Közép-afrikai Köztársaság                | 1958      | Franciaország                    | Nem                            | Nem             | Igen                | Népszavazás az új francia alkotmányról. |
| Csád                                     | 1958      | Franciaország                    | Nem                            | Nem             | Igen                | Népszavazás az új francia alkotmányról. |
| Comore-szigetek                          | 1958      | Franciaország                    | Nem                            | Nem             | Igen                | Népszavazás az új francia alkotmányról. |
| Kongói Köztársaság                       | 1958      | Franciaország                    | Nem                            | Nem             | Igen                | Népszavazás az új francia alkotmányról. |
| Dahomey                                  | 1958      | Franciaország                    | Nem                            | Nem             | Igen                | Népszavazás az új francia alkotmányról. |
| Dzsibuti                                 | 1958      | Franciaország                    | Nem                            | Nem             | Igen                | Népszavazás az új francia alkotmányról. |
| Francia Polinézia                        | 1958      | Franciaország                    | Nem                            | Nem             | Igen                | Népszavazás az új francia alkotmányról. |
| Gabon                                    | 1958      | Franciaország                    | Nem                            | Nem             | Igen                | Népszavazás az új francia alkotmányról. |
| Guinea                                   | 1958      | Franciaország                    | Igen                           | Igen            | Igen                | Népszavazás az új francia alkotmányról. |
| Elefántcsontpart                         | 1958      | Franciaország                    | Nem                            | Nem             | Igen                | Népszavazás az új francia alkotmányról. |
| Madagaszkár                              | 1958      | Franciaország                    | Nem                            | Nem             | Igen                | Népszavazás az új francia alkotmányról. |
| Mali                                     | 1958      | Franciaország                    | Nem                            | Nem             | Igen                | Népszavazás az új francia alkotmányról. |
| Mauritánia                               | 1958      | Franciaország                    | Nem                            | Nem             | Igen                | Népszavazás az új francia alkotmányról. |
| Új-Kaledónia                             | 1958      | Franciaország                    | Nem                            | Nem             | Igen                | Népszavazás az új francia alkotmányról. |
| Niger                                    | 1958      | Franciaország                    | Nem                            | Nem             | Igen                | Népszavazás az új francia alkotmányról. |
| Saint-Pierre és Miquelon                 | 1958      | Franciaország                    | Nem                            | Nem             | Igen                | Népszavazás az új francia alkotmányról. |
| Szenegál                                 | 1958      | Franciaország                    | Nem                            | Nem             | Igen                | Népszavazás az új francia alkotmányról. |
| Felső-Volta                              | 1958      | Franciaország                    | Nem                            | Nem             | Igen                | Népszavazás az új francia alkotmányról. |
| Nyugat-Szamoa                            | 1961      | Új-Zéland                        | Igen                           | Igen            | Igen                | |
| Algéria                                  | 1962      | Franciaország                    | Igen                           | Igen            | Igen                | |
| Málta                                    | 1964      | Egyesült Királyság               | Igen                           | Igen            | Igen                | |
| Rhodézia                                 | 1964      | Egyesült Királyság               | Igen                           | De facto        | Nem                 | Egyoldalúan kikiáltotta függetlenségét. |
| Dzsibuti                                 | 1967      | Franciaország                    | Nem                            | Nem             | Igen                | |
| Puerto Rico                              | 1967      | Egyesült Államok                 | Nem                            | Nem             | Igen                | |
| Nyugat-Új-Guinea                         | 1969      | Indonézia                        | Nem                            | Nem             | Igen                | |
| Északi-Mariana-szigetek                  | 1969      | Egyesült Államok                 | Nem                            | Nem             | Igen                | |
| Bahrein                                  | 1970      | Egyesült Királyság               | Igen                           | Igen            | Igen                | |
| Niue                                     | 1974      | Új-Zéland                        | Önkormányzat                   | Önkormányzat    | Igen                | Új-Zéland társult államává vált. |
| Comore-szigetek                          | 1974      | Franciaország                    | Igen                           | Igen            | Igen                | Mayotte Franciaország része maradt. |
| Csendes-óceáni-szigetek Gyámsági Terület | 1975      | Egyesült Államok                 | Nem                            | Nem             | Igen                | |
| Guam                                     | 1976      | Egyesült Államok                 | Nem                            | Nem             | Igen                | |
| Aruba                                    | 1977      | Hollandia                        | Igen                           | Nem             | Igen                | |
| Dzsibuti                                 | 1977      | Franciaország                    | Igen                           | Igen            | Igen                | |
| Nevis                                    | 1977      | Saint Christopher-Nevis-Anguilla | Igen                           | Nem             | Nem                 | Nem hivatalos népszavazás a brit gyarmat, Saint Christopher-Nevis-Anguillától való elszakadásról koronagyarmati státusz reményében. A brit kormány nem ismeri el. |
| Québec                                   | 1980      | Kanada                           | Nem                            | Nem             | Igen                | |
| Ciskei                                   | 1980      | Dél-afrikai Köztársaság          | Igen                           | Nem elismert    | Nem elismert        | Csak a Dél-afrikai Köztársaság ismeri el függetlenségét. |
| Guam                                     | 1982      | Egyesült Államok                 | Nem                            | Nem             | Igen                | |
| Mikronézia                               | 1983      | Egyesült Államok                 | Igen                           | Igen            | Igen                | Az Egyesült Államok társult állama lett. |
| Marshall-szigetek                        | 1983      | Egyesült Államok                 | Nem                            | Nem             | Igen                | |
| Palau                                    | 1983      | Egyesült Államok                 | Nem                            | Nem             | Igen                | Az Egyesült Államok társult állama lett. |
| Palau                                    | 1984      | Egyesült Államok                 | Nem                            | Nem             | Igen                | Az Egyesült Államok társult állama lett. |
| Kókusz-szigetek                          | 1984      | Ausztrália                       | Nem                            | Nem             | Igen                | |
| Falkland-szigetek                        | 1986      | Egyesült Királyság               | Nem                            | Nem             | Igen                | |
| Új-Kaledónia                             | 1987      | Franciaország                    | Nem                            | Nem             | Igen                | |
| Szlovénia                                | 1990      | Jugoszlávia                      | Igen                           | Igen            | Igen                | |
| Örményország                             | 1991      | Szovjetunió                      | Igen                           | Igen            | Igen                | |
| Azerbajdzsán                             | 1991      | Szovjetunió                      | Igen                           | Igen            | Igen                | |
| Horvátország                             | 1991      | Jugoszlávia                      | Igen                           | Igen            | Igen                | |
| Észtország                               | 1991      | Szovjetunió                      | Igen                           | Igen            | Igen                | |
| Grúzia                                   | 1991      | Szovjetunió                      | Igen                           | Igen            | Igen                | |
| Koszovó                                  | 1991      | Jugoszlávia                      | Igen                           | Nem             | Nem                 | Kizárólag Albánia ismeri el. |
| Lettország                               | 1991      | Szovjetunió                      | Igen                           | Igen            | Igen                | |
| Litvánia                                 | 1991      | Szovjetunió                      | Igen                           | Igen            | Igen                | |
| Macedónia                                | 1991      | Jugoszlávia                      | Igen                           | Igen            | Igen                | |
| Hegyi-Karabah Köztársaság                | 1991      | Szovjetunió                      | Igen                           | De facto        | Nem                 | Egyoldalúan kikiáltotta függetlenségét. |
| Ukrajna                                  | 1991      | Szovjetunió                      | Igen                           | Igen            | Igen                | |
| Dnyeszter Menti Köztársaság              | 1991      | Szovjetunió                      | Igen                           | De facto        | Nem                 | Egyoldalúan kikiáltotta függetlenségét. |
| Găgăuzia                                 | 1991      | Szovjetunió                      | Igen                           | De facto        | Nem                 | Egyoldalúan kikiáltotta függetlenségét. 1994-ben beolvadt Moldovába.                                                                                              |
| Türkmenisztán                            | 1991      | Szovjetunió                      | Igen                           | Igen            | Igen                | |
| Üzbegisztán                              | 1991      | Szovjetunió                      | Igen                           | Igen            | Igen                | |
| Bosznia-Hercegovina                      | 1992      | Jugoszlávia                      | Igen                           | Igen            | Igen                | |
| Montenegró                               | 1992      | Jugoszlávia                      | Nem                            | Nem             | Igen                | |
| Dél-Oszétia                              | 1992      | Grúzia                           | Igen                           | De facto        | Nem                 | Egyoldalúan kikiáltotta függetlenségét. |
| Tatárföld                                | 1992      | Oroszország                      | Igen                           | Igen            | Nem                 | 1994-ben újra Oroszország része lett. |
| Eritrea                                  | 1993      | Etiópia                          | Igen                           | Igen            | Igen                | |
| Amerikai Virgin-szigetek                 | 1993      | Egyesült Államok                 | Nem                            | Nem             | Igen                | |
| Puerto Rico                              | 1993      | Egyesült Államok                 | Nem                            | Nem             | Igen                | |
| Curaçao                                  | 1993      | Hollandia                        | Nem                            | Nem             | Igen                | |
| Bonaire                                  | 1994      | Hollandia                        | Nem                            | Nem             | Igen                | |
| Sint Maarten                             | 1994      | Hollandia                        | Nem                            | Nem             | Igen                | |
| Saba                                     | 1994      | Hollandia                        | Nem                            | Nem             | Igen                | |
| Sint Eustatius                           | 1994      | Hollandia                        | Nem                            | Nem             | Igen                | |
| Bermuda                                  | 1995      | Egyesült Királyság               | Nem                            | Nem             | Igen                | |
| Québec                                   | 1995      | Kanada                           | Nem                            | Nem             | Igen                | |
| Seborga                                  | 1995      | Olaszország                      | Igen                           | Nem             | Nem                 | |
| Anjouan                                  | 1997      | Comore-szigetek                  | Igen                           | De facto        | Nem                 | 2001-ben újra a Comore-szigetek része lett. |
| Nevis                                    | 1998      | Saint Kitts és Nevis             | Igen                           | Nem             | Igen                | A függetlenséghez 2/3-os többségre volt szükség. |
| Puerto Rico                              | 1998      | Egyesült Államok                 | Nem                            | Nem             | Igen                | |
| Kelet-Timor                              | 1999      | Indonézia                        | Igen                           | Igen            | Igen                | |
| Sint Maarten                             | 2000      | Hollandia                        | Nem                            | Nem             | Igen                | |
| Szomáliföld                              | 2001      | Szomália                         | Igen                           | De facto        | Nem                 | |
| Bonaire                                  | 2004      | Hollandia                        | Nem                            | Nem             | Igen                | |
| Saba                                     | 2004      | Hollandia                        | Nem                            | Nem             | Igen                | |
| Iraki Kurdisztán                         | 2005      | Irak                             | Igen                           | Nem             | Nem                 | |
| Curaçao                                  | 2005      | Hollandia                        | Nem                            | Nem             | Igen                | |
| Sint Eustatius                           | 2005      | Hollandia                        | Nem                            | Nem             | Igen                | |
| Montenegró                               | 2006      | Szerbia és Montenegró            | Igen                           | Igen            | Igen                | |
| Dél-Oszétia                              | 2006      | Grúzia                           | Igen                           | De facto        | Nem                 | |
| Dnyeszter Menti Köztársaság              | 2006      | Moldova                          | Igen                           | De facto        | Nem                 | |
| Tokelau-szigetek                         | 2006      | Új-Zéland                        | Igen, de nem határozatképes    | Nem             | Igen                | A népszavazás társult állami státuszról döntött. 2/3-os többségre volt szükség.                                                                                   |
| Tokelau-szigetek                         | 2007      | Új-Zéland                        | Igen, de nem határozatképes    | Nem             | Igen                | A népszavazás társult állami státuszról döntött. 2/3-os többségre volt szükség.                                                                                   |
| Tamil Ílam                               | 2009-2010 | Srí Lanka                        | Igen                           | Nem             | Nem                 | Nem hivatalos népszavazás. |
| Dél-Szudán                               | 2011      | Szudán                           | Igen                           | Igen            | Igen                | |
| Puerto Rico                              | 2012      | Egyesült Államok                 | Nem                            | Nem             | Igen                | |
| Donyecki Népköztársaság                  | 2014      | Ukrajna                          | Igen                           | De facto        | Nem                 | Egyoldalúan kikiáltotta függetlenségét. |
| Luganszki Népköztársaság                 | 2014      | Ukrajna                          | Igen                           | De facto        | Nem                 | Egyoldalúan kikiáltotta függetlenségét. |
| Veneto                                   | 2014      | Olaszország                      | Igen                           | Nem             | Nem                 | Nem hivatalos népszavazás. |
| Skócia                                   | 2014      | Egyesült Királyság               | Nem                            | Nem             | Igen                | |
| Katalónia                                | 2014      | Spanyolország                    | Igen                           | Nem             | Nem                 | |
| Sint Eustatius                           | 2014      | Hollandia                        | Nem                            | Nem             | Igen                | |
| Dél-Brazília                             | 2016      | Brazília                         | Igen                           | Nem             | Nem                 | Nem hivatalos népszavazás. |
| Puerto Rico                              | 2017      | Egyesült Államok                 | Nem                            | Nem             | Igen                | |
| Iraki Kurdisztán                         | 2017      | Irak                             | Igen                           | Nem             | Nem                 | |
| Katalónia                                | 2017      | Spanyolország                    | Igen                           | Nem             | Nem                 | Egyoldalúan kikiáltotta függetlenségét. |
| Dél-Brazília                             | 2017      | Brazília                         | Igen                           | Nem             | Nem                 | Nem hivatalos népszavazás. |
| Új-Kaledónia                             | 2018      | Franciaország                    | Nem                            | Nem             | Igen                | |
| Bougainville                             | 2019      | Pápua Új-Guinea                  | Igen                           | Tárgyalás alatt | Igen                | 2021-es megállapodás szerint 2027-ig elnyeri függetlenségét. |
| Új-Kaledónia                             | 2020      | Franciaország                    | Nem                            | Nem             | Igen                | |
| Új-Kaledónia                             | 2021      | Franciaország                    | Nem                            | Nem             | Igen                | A függetlenség mellett álló pártok bojkottálták a népszavazást.                                                                                                   |

## Fordítás
Ez a szócikk részben vagy egészben  az   Independence referendum című angol Wikipédia-szócikk fordításán alapul.  Az eredeti cikk szerkesztőit annak laptörténete sorolja fel. Ez a jelzés csupán a megfogalmazás eredetét és a szerzői jogokat jelzi, nem szolgál a cikkben szereplő információk forrásmegjelöléseként.